# Ештрела Вермелья (Бейра)
Клубе Дешпортіву Ештрела Вермелья да Сідаде ді Бейра або просто Ештрела Вермелья (Бейра) (порт. Clube Desportivo Estrela Vermelha da Cidade de Beira) — професіональний мозамбіцький футбольний клуб з міста Бейра, адміністративного центру провінції Софала.

## Історія клубу
Він був заснований в місті Бейра і ніколи не става чемпіонами Мосамболи або кубку Мозамбіку. Це одна з найпопулярніших команд в Бейрі разо з Ферроваріу ді Бейра. Клуб грав у вищому дивізіоні Чемпіонату Мозамбіку з футболу, Мосамболі, останнього разу в 2013 році. В сезона 2014 та 2015 роках виступав у Другому дивізіоні.

## Стадіон
Домашні матчі клуб проводить на стадіоні «Ештадіу ду Ферровіаріу ді Бейра», який вміщує 7 000 вболівальників.